# Jahrbuch für die Geschichte Mittel- und Ostdeutschlands
Das Jahrbuch für die Geschichte Mittel- und Ostdeutschlands (kurz JbGMOD oder JbGMO) ist eine jährlich erscheinende deutschsprachige Fachzeitschrift, in der Beiträge zur Geschichte des historischen Mitteldeutschlands sowie der ehemaligen preußischen Provinzen östlich der Oder-Neiße-Linie veröffentlicht werden.
Das Periodikum wurde 1952 gegründet und wird im Auftrag der Historischen Kommission zu Berlin herausgegeben. Aufgrund finanzieller Schwierigkeiten musste die Publikation mit Band 44 (1996) vorerst eingestellt werden, ehe sie ab 1999 wieder aufgenommen werden konnte; die Bandzählung wurde beibehalten. Seitdem erscheint das JbGMOD mit dem Untertitel Zeitschrift für vergleichende und preußische Landesgeschichte.